# スィー・オ・セ橋
アッラーヴェルディ・ハーン橋（ペルシア語: پل الله‌وردی‌خان）もしくは、スィー・オ・セ橋(ペルシア語: 、سی‌وسه‌پل33（アーチ）橋の意)は、イランのエスファハーンにある観光名所となっている橋の1つである。
ザーヤンデルード川にかかる橋では最長の297.76 m (976.9 ft)あり、サファヴィー様式建築橋の好例とされるものの一つである。
1599年から1602年の間に、サファヴィー朝の5代目シャー アッバース1世のグルジア系イラン人の宰相 Allahverdi Khan が出資と監督し完成させた。

## 関連項目

## ギャラリー

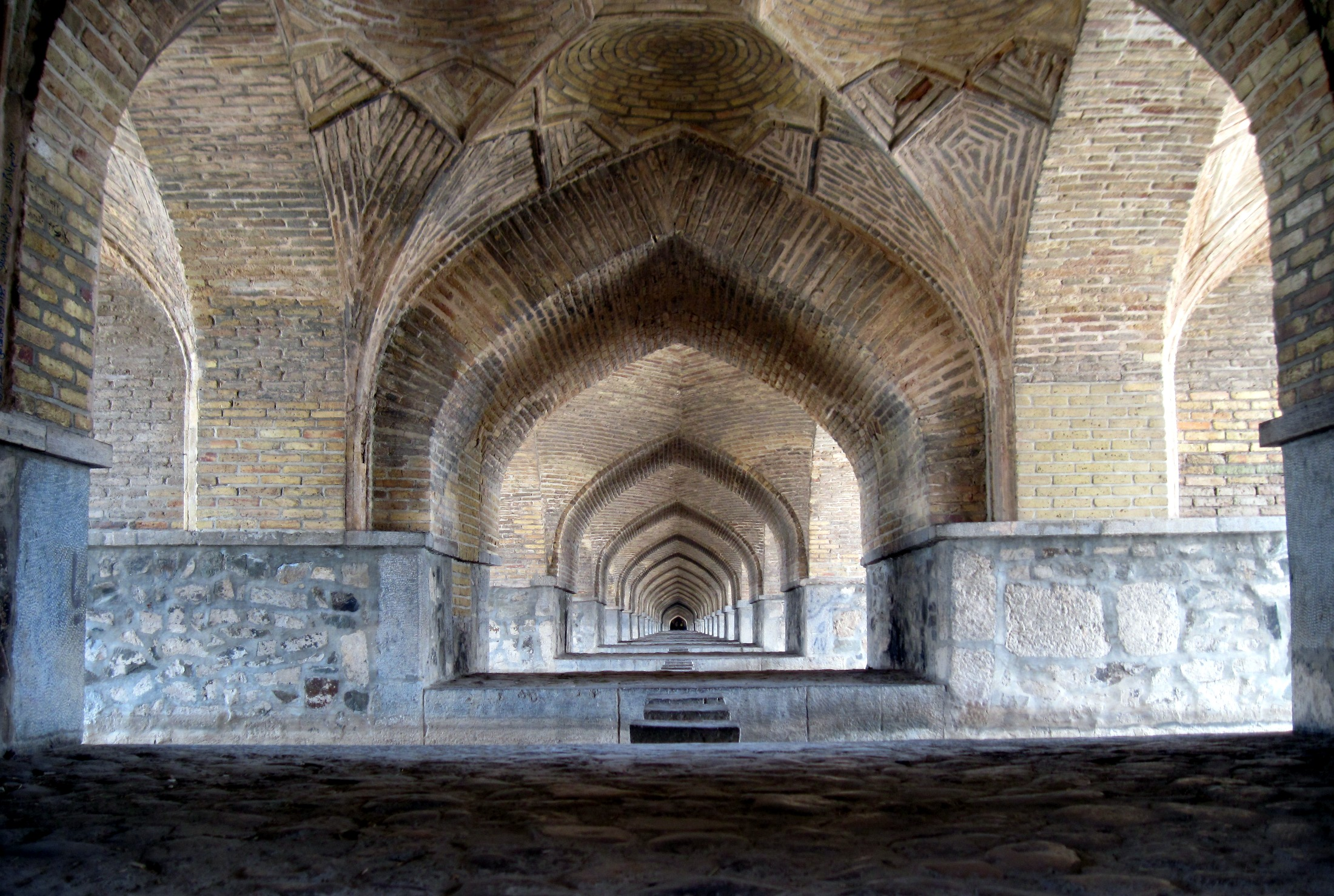
橋の下の階
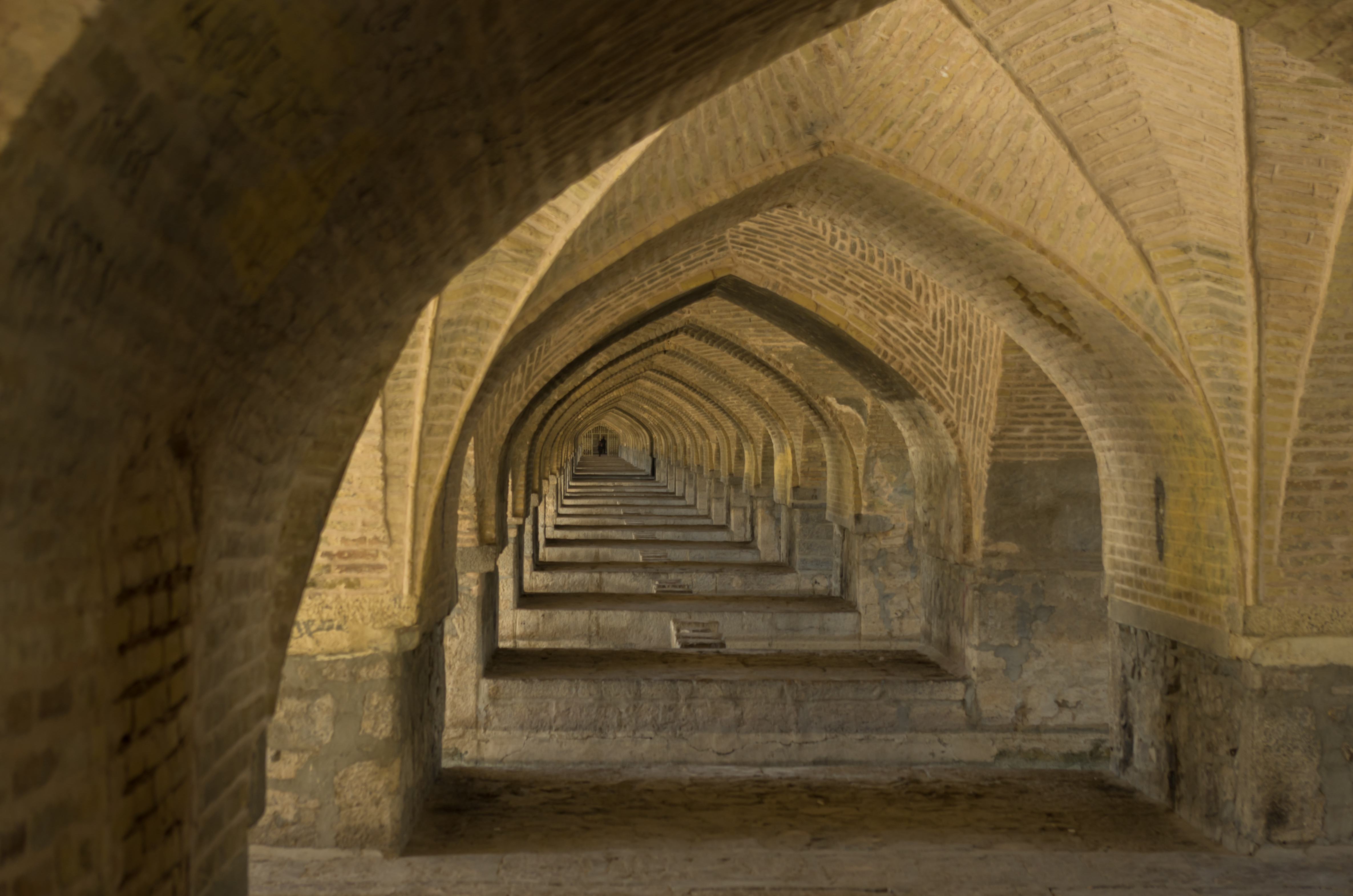
橋の下部
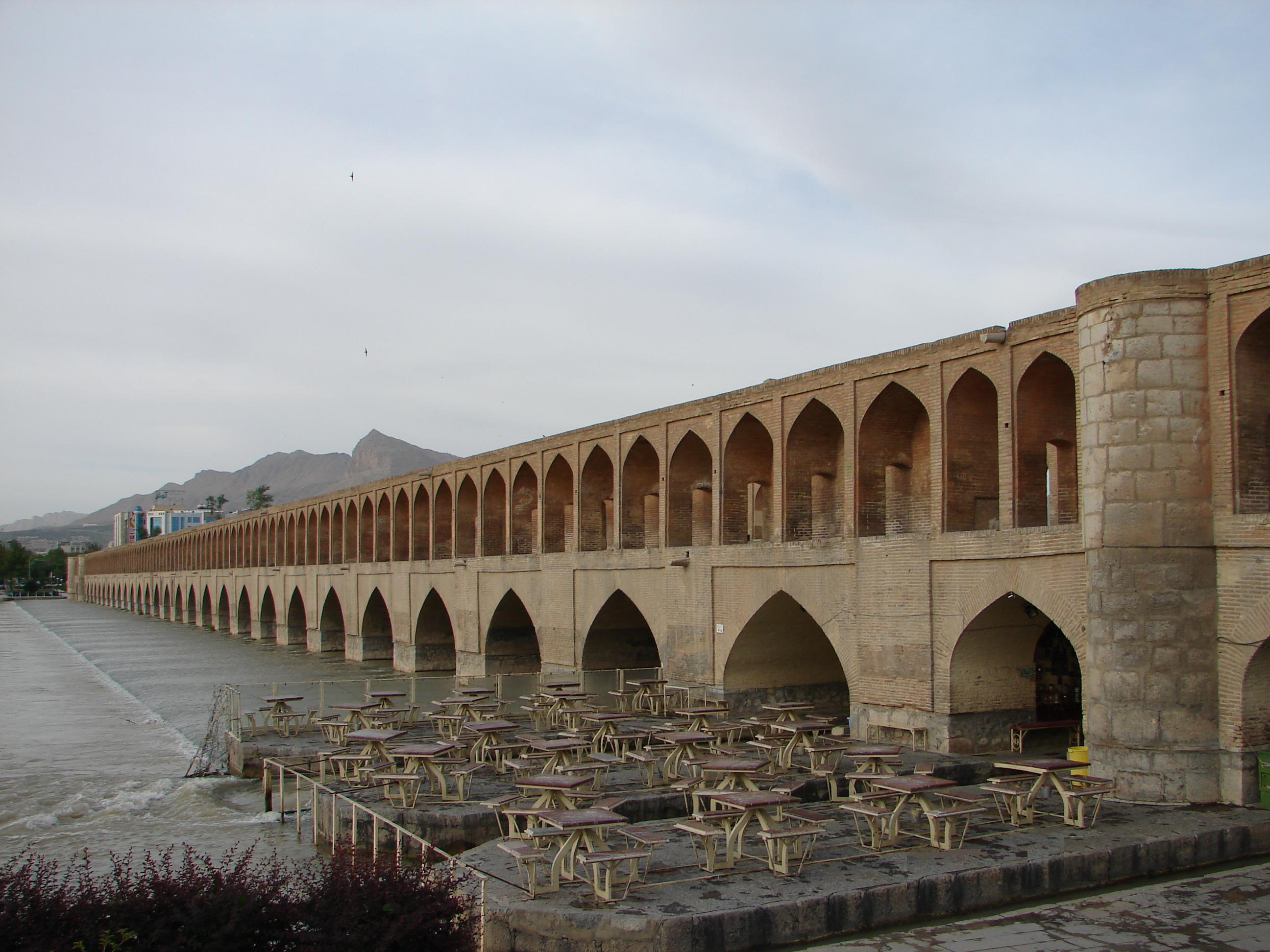
テラスとテーブル
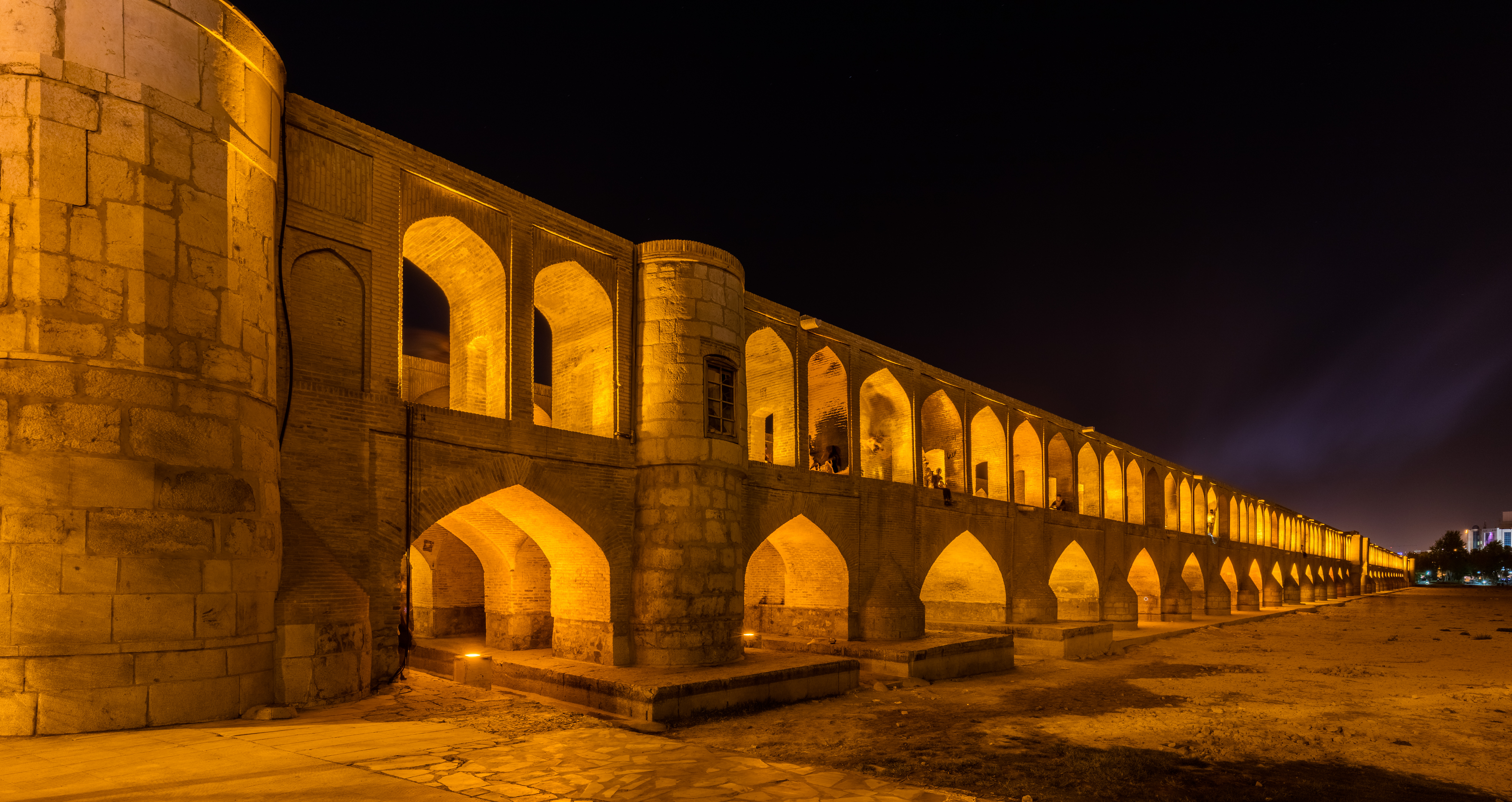
夜の様子
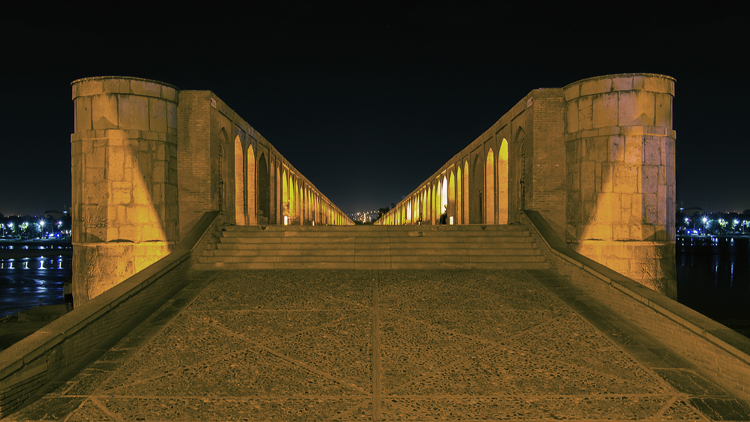
夜の橋の上
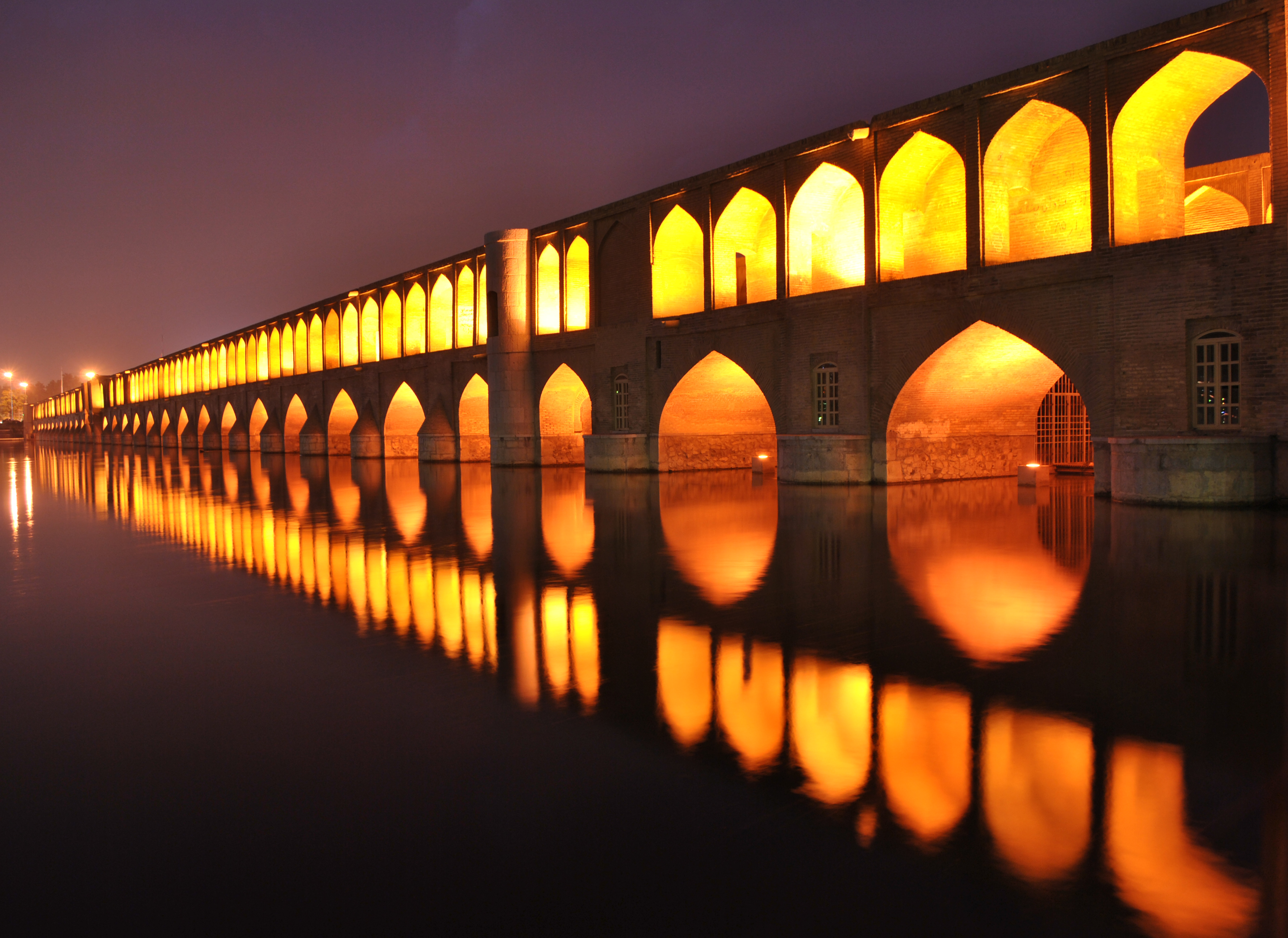
夜の様子